# Пам'ятки культурної спадщини Великобірківської громади
У статті наведений перелік об'єктів культурної спадщини Великобірківської громади Тернопільського району Тернопільської области України.

## Пам'ятки археології
| № | Назва                        | Дата                                                                             | Адреса | Охоронний номер | Документ про взяття на облік                                                                |
| - | ---------------------------- | -------------------------------------------------------------------------------- | --- | --------------- | ------------------------------------------------------------------------------------------- |
| 1 | Поселення Великі Бірки ІІ    | трипільська культура (VI — III тис. до н. е.)                                    | смт Великі Бірки, південно-західні околиці села, мис утворений правим берегом р. Гнізна і лівим берегом р. Гніздечна                              | 1757            | Наказ управління культури обласної державної адміністрації від 27.01.2010 № 16              |
| 2 | Поселення Малий Ходачків І   | черняхівська культура (ІІІ- IV ст. н. е.)                                        | с. Малий Ходачків, урочище “Кут”, лівий берег р. Качава                                                                                           | 2843            | Наказ управління культури обласної державної адміністрації від 18.10.2005 № 112             |
| 3 | Поселення Малий Ходачків ІІ  | черняхівська культура (ІІІ- IV ст. н. е.)                                        | с. Малий Ходачків, урочище “Задня гора”, правий берег р. Качава                                                                                   | 2844            | Наказ управління культури обласної державної адміністрації від 18.10.2005 № 112             |
| 4 | Поселення Малий Ходачків ІІІ | давньоруський час (Х-ХІІІ ст.)                                                   | с. Малий Ходачків, урочище “Під лісом Караманда”, правий берег р. Качава                                                                          | 2845            | Наказ управління культури обласної державної адміністрації від 18.10.2005 № 112             |
| 5 | Стоянка Смиківці І           | середній палеоліт (150-40 тис. років тому)                                       | с. Смиківці, урочище В кар’єрі по правому березі р. Гніздична, за 200 м на північний схід від залізниці                                           | 2864            | Розпорядження Представника Президента України у Тернопільській області від 25.06.1992 № 148 |
| 6 | Стоянка Смиківці ІІ          | пізній палеоліт (40-10 тис. років тому)                                          | с. Смиківці, урочище “Літній корівник”, лівий берег р. Гніздична                                                                                  | 2865            | Наказ управління культури обласної державної адміністрації від 18.10.2005 № 112             |
| 7 | Поселення Смиківці ІІІ       | пізньобронзовий час (XV – X ст. до н. е.), культура Ноа (ХІІІ-ХІІ ст. до н. е. ) | с. Смиківці, північні околиці села, лівий берег р. Гніздечна, урочище Поле                                                                        | 1248            | Рішення виконкому Тернопільської обласної ради від 14.07.1989 № 162                         |
| 8 | Поселення Смиківці IV        | пізньобронзовий-ранньозалізний час (XV- V ст. до н.е.)                           | с. Смиківці, північно-західні околиці | 1236            | Рішення виконкому Тернопільської обласної ради від 14.07.1989 № 162                         |
| 9 | Поселення Смиківці V         | висоцька культура (ХІ-VI ст. до н. е.), давньоруський час (ХІІ – ХІІІ ст.)       | с. Смиківці, 1,5 км на північ від села, правий берег р. Гніздична, на південно-східному схилі пагорба, де річка різко повертає, південніше хутору | 1259            | Наказ управління культури обласної державної адміністрації від 27.01.2010 № 16              |

## Пам'ятки архітектури
| №  | Назва                     | Дата    | Адреса           | Охоронний номер | Документ про взяття на облік                                         |
| -- | ------------------------- | ------- | ---------------- | --------------- | -------------------------------------------------------------------- |
| 1. | Троїцька церква дерев’яна | 1930 р. | с. Костянтинівка | 1930            | розпорядження Представника Президента України від 22.02.1993 р. № 58 |

## Пам'ятки історії
| № | Назва                                                                                                   | Дата                                                  | Адреса                                       | Охоронний номер | Документ про взяття на облік |
| - | --- | ----------------------------------------------------- | -------------------------------------------- | --------------- | --- |
| 1 | Братська могила (6 осіб) воїнів Української Повстанської Армії                                          | Перезахоронено 14.10.1990 р., посвячено 25.06.1991 р. | с. Малий Ходачків, кладовище                 | 3274            | Наказ управління культури Тернопільської обласної державної адміністрації від 05.03.2013 р. № 26-од                                                          |
| 2 | Пам’ятний знак воїнам-землякам, які загинули в роки Другої світової війни                               | 1967 р.                                               | смт Великі Бірки, біля кладовища             | 581             | Рішення виконкому Тернопільської обласної ради від 22.03.1971 р. № 147                                                                                       |
| 3 | Братські могили воїнів Радянської армії. Могили воїнів Радянської армії                                 | 1955 р.                                               | смт Великі Бірки, біля кладовища             | 573             | Рішення виконкому Тернопільської обласної ради від 22.03.1971 р. № 147                                                                                       |
| 4 | Пам'ятне місце, де в січні 1944 р. німцями були розстріляні 34 чол. з Тернопільської тюрми та заручники | 1997 р.                                               | смт Великі Бірки, вул. Грушевського, 70      | 3228            | Наказ управління культури Тернопільської обласної державної адміністрації від 27.01.2010 р. № 16                                                             |
| 5 | Пам'ятний знак (хрест) на честь скасування панщини                                                      | 1878 р.                                               | смт Великі Бірки, вул. Шевченка, 247         | 4376-Тр (3229)  | Наказ управління культури Тернопільської обласної державної адміністрації від 27.01.2010 р. № 16, Наказ Міністерства культури України від 23.01.2012 р. № 51 |
| 6 | Пам'ятний знак (хрест) «За тверезість»                                                                  | 1878 р.                                               | смт Великі Бірки, вул. Шевченка, біля церкви | 4377-Тр (3230)  | Наказ управління культури Тернопільської обласної державної адміністрації від 27.01.2010 р. № 16, Наказ Міністерства культури України від 23.01.2012 р. № 51 |

## Пам'ятки монументального мистецтва
| №  | Назва                                                               | Дата    | Адреса                                                  | Охоронний номер | Документ про взяття на облік                                                                     |
| -- | ------------------------------------------------------------------- | ------- | ------------------------------------------------------- | --------------- | ------------------------------------------------------------------------------------------------ |
| 1. | Пам’ятник поету, письменнику, художнику Шевченку Тарасу Григоровичу | 1995 р. | смт Великі Бірки, вул. Грушевського, біля селищної ради | 3046            | Наказ управління культури Тернопільської обласної державної адміністрації від 27.01.2010 р. № 16 |